# El Polígono
El Polígono, también Polígono de Pumarín o simplemente Polígono, es un barrio del distrito sur de la ciudad asturiana de Gijón, España. Surgió en los años 1970 y ahora cuenta con equipamientos importantes para Gijón como su estación de tren o la futura sede de la Policía Local.

## Ubicación y comunicaciones
Es el barrio más al norte del distrito sur de Gijón, que comparte junto a otros 8 barrios.
Tiene una forma casi cuadrada y sus límites son:
- Norte: Barrio de Laviada, mediante las calles Carlos Marx y carretera de la Vizcaína.
- Este: Barrios de El Llano y de Pumarín, gracias a la avenida de la Constitución.
- Sur: Barrio de Perchera-La Braña, separado por la Avd. del Príncipe de Asturias.
- Oeste: Barrio de Moreda, al otro lado de la antigua Calle de San Crespo, actualmente ocupada por vías de tren.

Sus comunicaciones por carretera son condicionadas por los viales interiores del barrio, de carácter serpenteante en donde destacan la calle Puerto de Somiedo y calle Puerto de Tarma. Sin embargo, sus principales vías de transporte son; de este a oeste: La Avenida de Portugal, una prolongación de la GJ-81 y la Avenida de la Constitución, eje troncal de las comunicaciones de la zona sur de la ciudad, y; como eje norte sur: la calle Carlos Marx.
Especialmente por la Avenida de la Constitución discurren un gran número de líneas de la operadora municipal de autobuses EMTUSA, aunque solo hay una línea que atraviese El Polígono y por lo tanto es su línea principal: La línea 18, con cabeceras en el Hospital de Cabueñes y en Nuevo Gijón.
En bicicleta el barrio está rodeado por carriles bici y el Ayuntamiento construirá viales ciclistas más interiores.
Hay dos pasarelas peatonales que conectan a El Polígono con el barrio de Moreda y el de Perchera-La Braña.

## Población

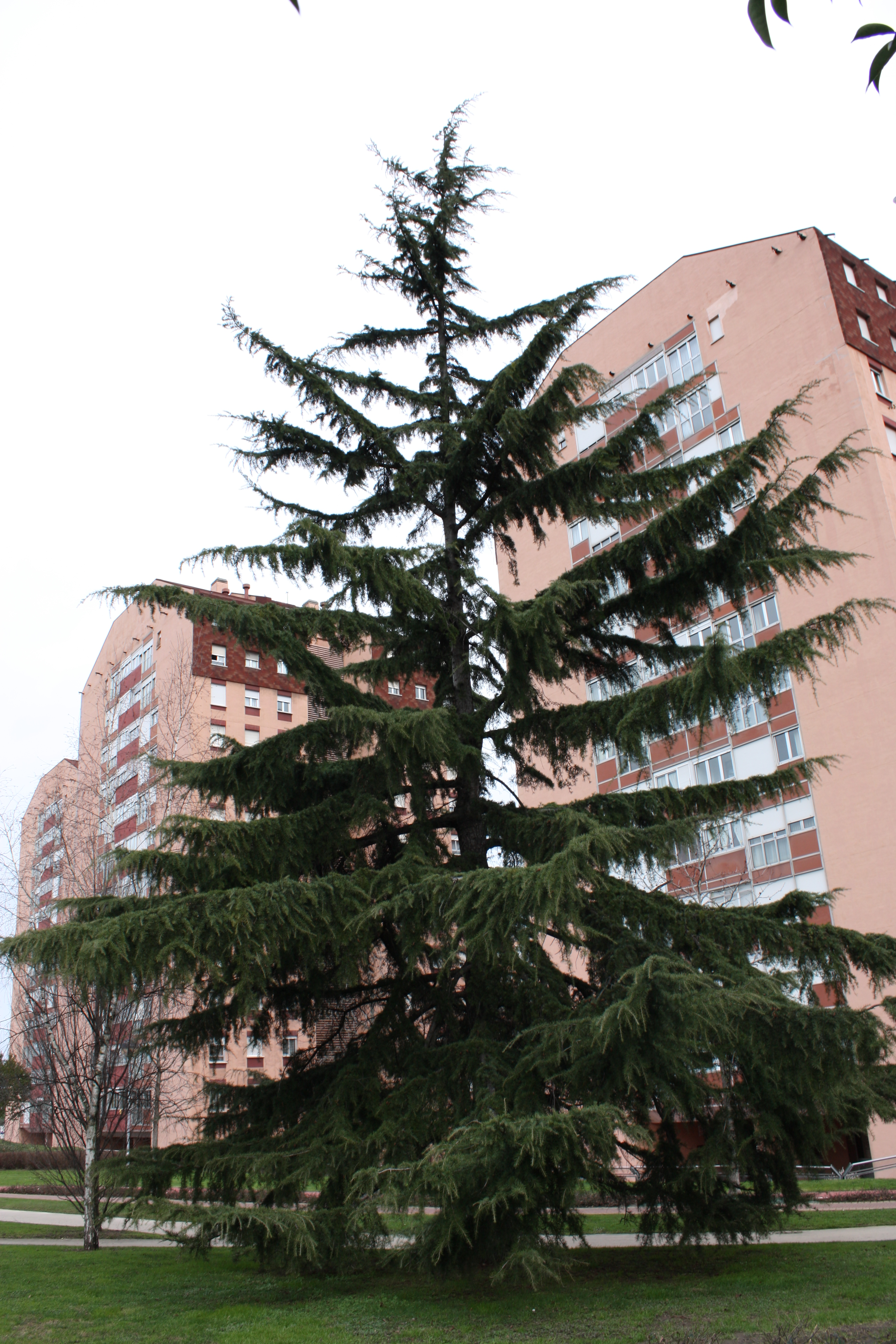
Gran parte de El Polígono son zonas verdes.

Con sus 9 901 habitantes en 2018 era el noveno barrio más poblado de Gijón y el segundo más poblado de su distrito.

## Historia

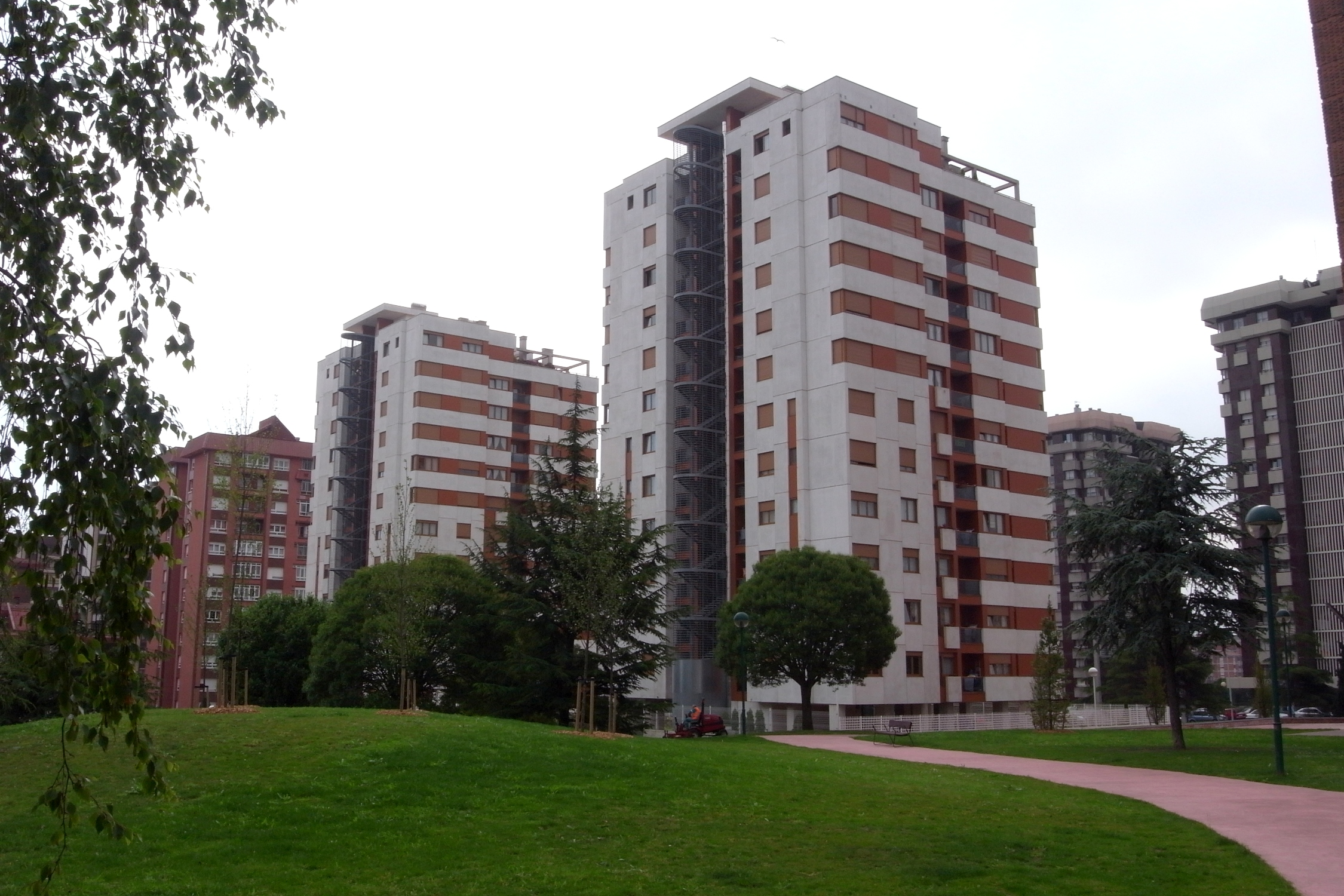
Torres Jovellanos, Miguel Díaz Negrete (2003)

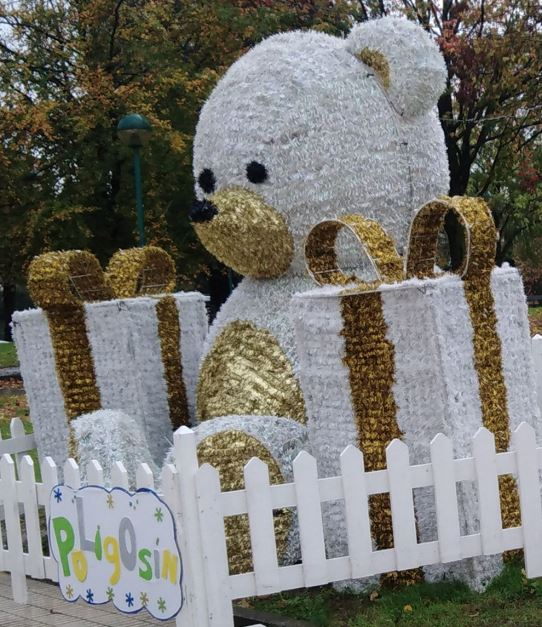
El oso Poligosín acompaña las Navidades del barrio cada año desde 2020.

Creado como Polígono del Instituto Nacional de la Vivienda en Pumarín, se comenzó la urbanización del Polígono en 1968, pero el proceso se demoró hasta 1974, en que se empezaron a levantar los primeros bloques con un formato de altas torres con jardines alrededor. Las primeras casas, a cargo de la Obra Sindical del Hogar, fueron un total de 429 viviendas de seis tipos distintos, con unas superficies entre los 94 y los 115 metros cuadrados, a las que fueron sucediendo otras, habitualmente construidas en forma de cooperativa. El planteamiento original del barrio incluía a este con una gran cantidad de equipamientos municipales. Este proyecto inicial acabaría siendo abandonado hasta los 1970, donde se retoma la idea aunque con considerables cambios en instalaciones públicas, puesto que solo aparecen un tercio de las del anterior proyecto.
Los terrenos, entre la avenida de Portugal y la carretera a Oviedo, tenían dos principales propietarios. Una gran parte pertenecían a Rosario Armada Ulloa, una de las hijas de Álvaro Armada y de los Ríos, marqués de San Estaban del Natahoyo y conde de Revilla Gigedo, y otra parte eran propiedad del Ministerio del Ejército, que los había adquirido, años antes, a Rosario Armada Ulloa para construir allí un cuartel. La urbanización del barrio fue caótica, construyéndose las viviendas incluso antes que las propias calles. Los edificios principales eran torres de gran altura, aunque también hubiera edificios más bajos, que le dieron al Polígono de Pumarín su estampa reconocible.
Las serias carencias de servicios municipales (especialmente alumbrado público) que sufrían los más de 6 000 habitantes de por aquel entonces llevaron a Polígono a constituirse en asociación vecinal en 1979; la Asociación de Vecinos Evaristo San Miguel. Esta asociación, durante los años posteriores, irá consiguiendo equipamientos decentes para el barrio, especialmente solventado problemas de incomunicación con los barrios limítrofes.

## Equipamientos

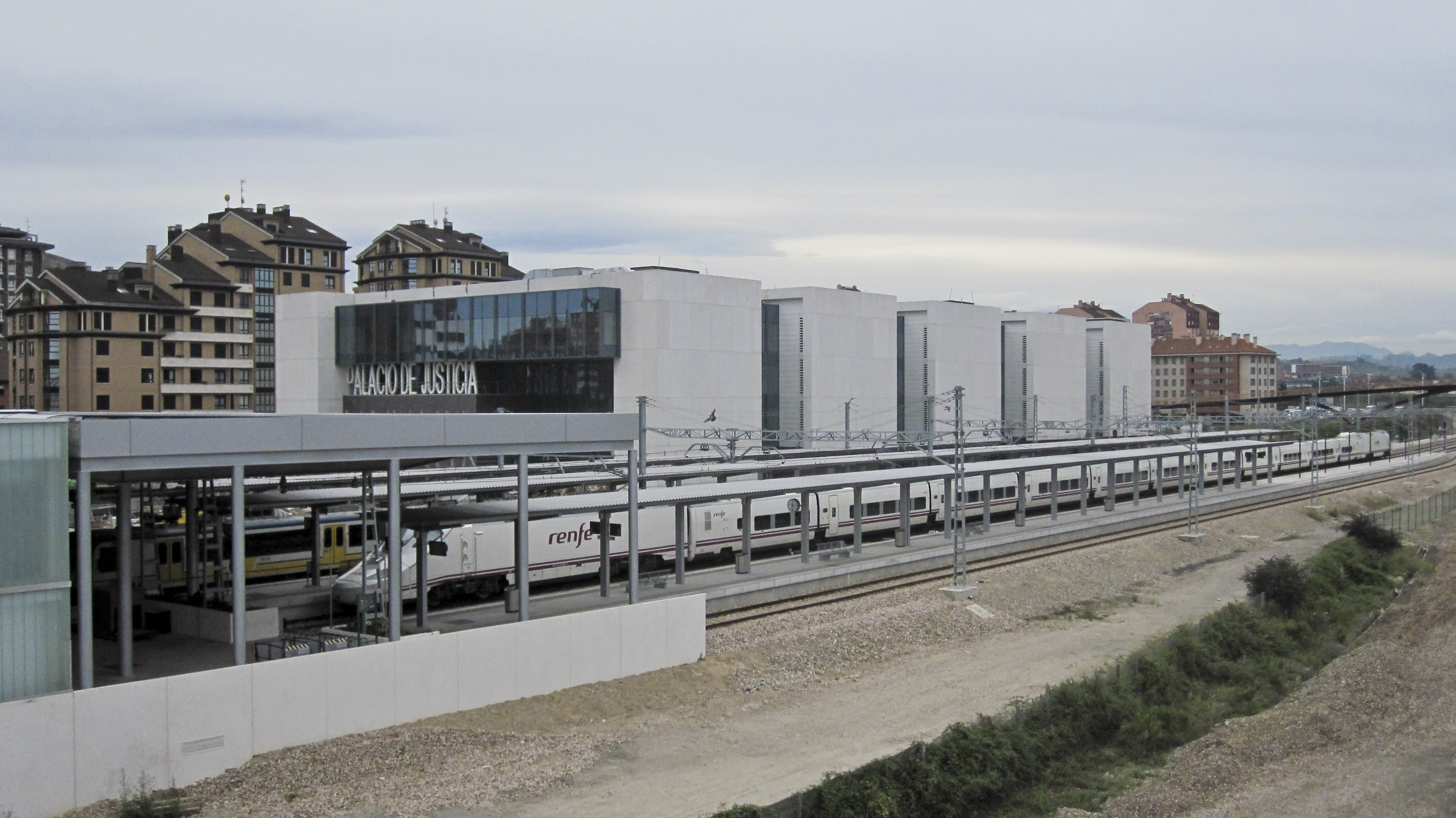
Estación de Gijón y Palacio de Justicia

Debido a que la parte interior del barrio está ocupado por los edificios y un gran número de zonas verdes, los principales equipamientos están al sur de Polígono, ocupando zonas de más reciente urbanización (incluyendo torres de Miguel Díaz Negrete). En esta zona, comprendida entre la Avd. del Príncipe de Asturias y la calle Puerto del Pontón, se hallan las siguientes instalaciones: Una zona verde de gran tamaño que incluye a varios parques y baña al resto de equipamientos, el IES Rosario Acuña, la EEI Alejandro Casona, el CP Evaristo Valle, el IES n.º 1 y la Parroquia de San Pablo Apóstol.
En este lugar cabe destacar a la Biblioteca Pública Municipal Polígono de Pumarín, perteneciente a la Red Municipal de Bibliotecas de Gijón y a la Escuela Oficial de Idiomas de Gijón.
En la zona norte del barrio también se hallan algunos equipamientos importantes como el CEIP Asturias, el parque de gran tamaño Doctor Juan Negrín, la estación de tren de Gijón, el Palacio de Justicia y la comisaría de la Policía Local de Gijón, actualmente en construcción.